# دینا پوریونس
دینا پوریونس لنگرودی (متولد ۱۳۷۰ در لنگرود) تکواندوکار ایرانی-هلندی است. پدر وی خسرو پوریونس مربی تکواندو در لنگرود و مادر وی زیبا دودانگه مربی و داور تکواندو در سطح کشور او در مسابقات تکواندو قهرمانی آسیا ۲۰۱۲ مدال برنز و در مسابقات تکواندو قهرمانی اروپا ۲۰۱۸ مدال نقره را کسب کرد. پوریونس به هلند پناهنده شده و در تیم پناهندگان در بازی‌های المپیک تابستانی ۲۰۲۰ حضور خواهد داشت. وی همچنین در تیم پناهندگان در بازی‌های المپیک تابستانی ۲۰۲۴  حضور دارد . 